# Clément Chantôme
Clément Chantôme, né le 11 septembre 1987 à Sens (Yonne), est un footballeur international français qui évolue au poste de milieu de terrain.

## Biographie

### Carrière en club

#### Paris Saint-Germain (2006-2015)
Clément Chantôme commence le football à Savigny-le-Temple, avant d'être repéré par Jean-Pierre Dogliani. Il rallie alors à l'âge de douze ans le centre de formation du PSG en provenance d'un club de Seine-et-Marne, Le Mée. Clément Chantôme, tout juste auréolé d'un titre de champion de France avec les moins de 18 ans, fait ses débuts avec le groupe professionnel à l'occasion du Trophée des champions 2006, le 30 juillet 2006 (à 18 ans et 10 mois). La saison 2006-2007 marque son intégration progressive dans l'équipe première du club, grâce à Guy Lacombe qui lui fait confiance au milieu tout comme Youssouf Mulumbu. Il débute en Ligue 1 le 12 août 2006, au stade Nungesser, en remplaçant Albert Baning.
Le 25 septembre 2006, il devient professionnel et signe son premier contrat avec le Paris Saint-Germain pour une durée de trois saisons. Le 9 novembre de la même année, il est sélectionné pour la première fois en équipe de France espoirs. Il dispute vingt matchs de championnat et sept de Coupe de l'UEFA, à seulement 19 ans.
Il inscrit son premier but comme joueur professionnel le 5 janvier 2008 lors des 32e de finale de la Coupe de France contre Épinal (2-0). La même année, il remporte, avec le PSG, la Coupe de la Ligue et atteint la finale de la Coupe de France.
La saison du PSG est marquée par une difficile lutte pour le maintien. Il dispute 28 matchs de championnat aux côtés de Jérémy Clément. Il est une des rares satisfactions du club parisien à la fin de la saison et attire d'ailleurs la convoitise de l'équipe d'Arsenal. Chantôme ne donnera aucune suite à cet intérêt, en partie en raison de l'affection que lui témoigne le public du Parc des Princes, plein de reconnaissance envers ce joueur plein de combativité et de justesse dans son jeu. En outre, en tant que joueur formé au club, le natif de Sens dispose d'un statut particulier auprès des supporters.[réf. nécessaire]
En 2008-2009, la concurrence est rude avec l'arrivée du très expérimenté Claude Makélélé. Il poursuit toutefois l'aventure PSG et disputera à nouveau la Coupe de l'UEFA, et un total de 35 matchs dans la saison. Il inscrit son premier but en Coupe d'Europe à Gelsenkirchen le 23 octobre 2008 contre Schalke 04 (défaite 3-1).
En 2009-2010, Clément Chantôme demeure au Paris Saint-Germain mais ne figure toujours pas dans l'équipe titulaire. Ses premiers morceaux de matchs joués ne laissent pas présager d'un changement de hiérarchie et un transfert vers un club moins huppé est régulièrement évoqué[réf. nécessaire]. Il marque son premier but en Ligue 1 lors de Sochaux - Paris SG (1-4) le 1er novembre 2009.
À l'aube de la saison 2010-2011, Chantôme profite des problèmes physiques récurrents de Mathieu Bodmer, et grâce à de bonnes prestations, il parvient enfin à s'imposer dans l'équipe-type d'Antoine Kombouaré. Le 21 octobre 2010, il marque le but égalisateur face au Borussia Dortmund en Ligue Europa, permettant au PSG de garder la première place de son groupe. Au mois de novembre 2010, il remporte le titre de meilleur joueur du mois du championnat de France de football, avec 51 % des suffrages, récompensant ainsi son excellent début de saison.

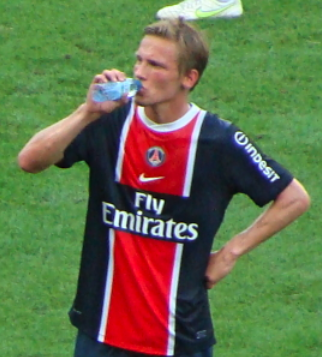
Chantôme en août 2011.

Le 21 avril 2011, il prolonge son contrat au PSG pour une durée de trois ans. Il est ainsi lié au club jusqu'en 2015. Alors que le PSG passe sous pavillon qatarien la concurrence se renforce en 2011-2012, avec les arrivées de Blaise Matuidi, Mohammed Sissoko puis Thiago Motta. À l'été 2012, alors qu'il est convoité par l'Olympique lyonnais, le joueur et le club décident de poursuivre leur collaboration malgré la signature de Marco Verratti. 
Il relatera plus tard que Carlo Ancelotti l'a alors dissuadé de quitter Paris pour Lyon, lui promettant une place importante dans l'effectif .
Lors de la saison 2012-2013, il découvre la Ligue des champions avec son club formateur, et sous les ordres de Carlo Ancelotti. Le 18 septembre 2012, il est titulaire contre le Dynamo Kiev pour le retour de son club dans la compétition européenne. Il dispute les rencontres européennes jusqu'en huitièmes de finale, avant que David Beckham ne lui soit préféré.
Le 21 août 2013, il est prêté pour une saison au Toulouse FC, sans option d'achat. Il joue son premier match deux jours plus tard contre l'AS Monaco lors de la troisième journée de Ligue 1. S'imposant dans le club, il est titulaire et capitaine quand Étienne Didot ou Jonathan Zebina ne sont pas sur le terrain. Le 15 mars 2014, lors de la 29e journée de championnat, il marque contre le Stade rennais, puis donne une passe décisive à Serge Aurier, permettant à son équipe de s'imposer (2-3). Deux semaines plus tard, il marque à Ajaccio et arrache le match nul (2-2).
Il retrouve la capitale lors de la saison 2014-2015, mais l'arrivée de Yohan Cabaye renforce encore la concurrence à son poste, et Laurent Blanc ne lui offre que des bouts de matchs. Le 30 septembre 2014, il entre en jeu lors de la victoire 3-2 de son club contre le FC Barcelone. Il jouera son dernier match européen avec Paris lors d'une victoire 3-1 le 25 novembre 2014 contre l'Ajax Amsterdam. Il est titularisé pour la première fois de la saison le 17 décembre 2014 pour un déplacement en coupe de la Ligue à Ajaccio, puis le 5 janvier 2015 à Montpellier en coupe de France, pour ce qui sera son dernier match avec le PSG.

#### Girondins de Bordeaux (2015-2016)

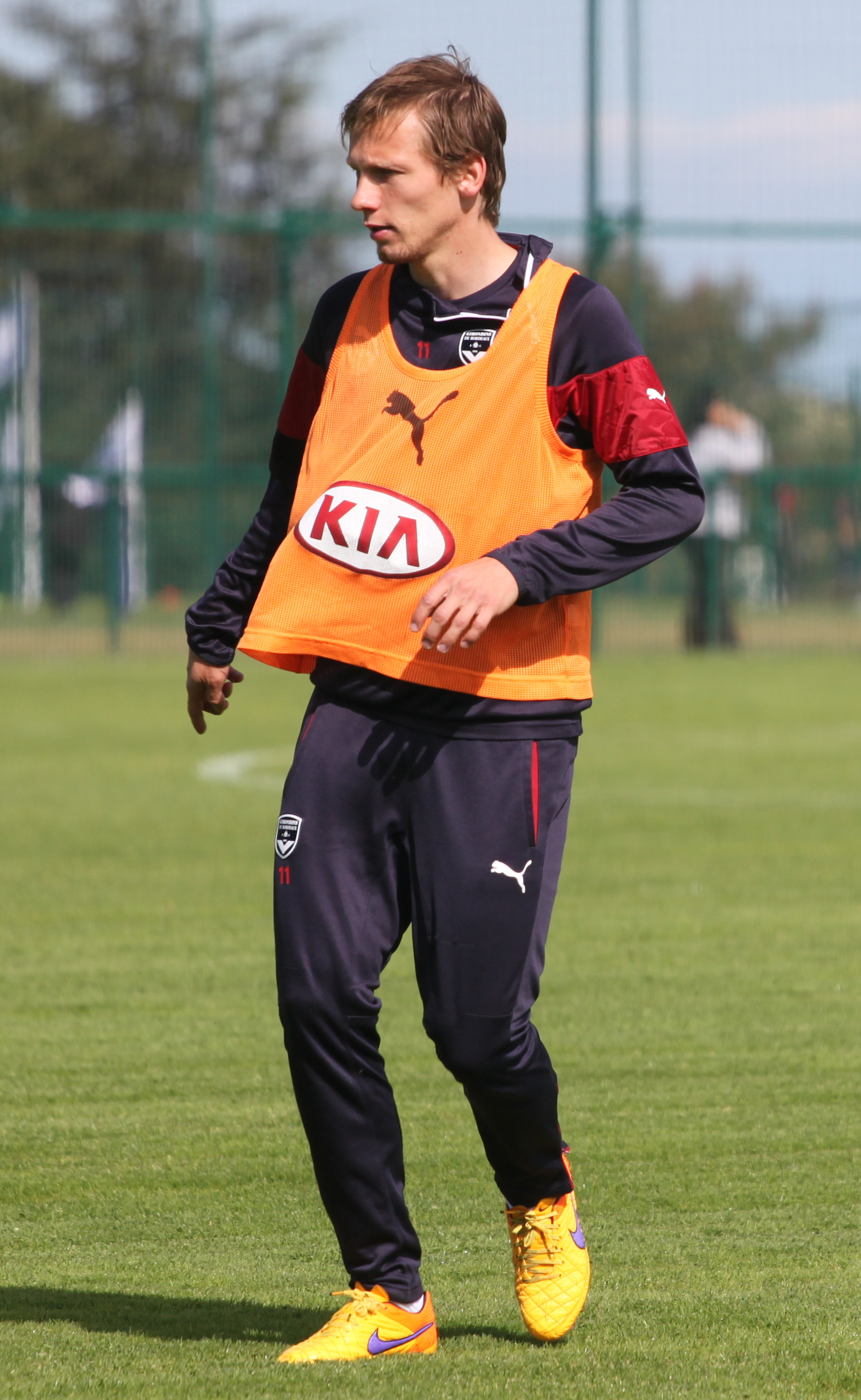
Clément Chantôme à l'entraînement avec Bordeaux en avril 2015

Durant le mercato hivernal, Clément Chantôme décide de quitter le Paris Saint-Germain pour retrouver du temps de jeu, après avoir passé plus de quinze ans dans le club parisien. Après quelques jours de tractations, il rejoint les Girondins de Bordeaux le 29 janvier 2015 contre une indemnité de 750.000€, et signe un contrat pour une durée de un an et demi (plus une année en option). Sous les ordres de Willy Sagnol, il devient un titulaire indiscutable du club au scapulaire.
En 2015-2016, il retrouve la Ligue Europa, mais son club termine dernier de son groupe derrière Liverpool, Sion et Kazan. Le 26 janvier 2016, il inscrit son premier but pour Bordeaux lors d'une rencontre de Coupe de la Ligue à Lille (défaite 5-1). Trois semaines plus tard, il marque à nouveau lors d'un déplacement à Guingamp. Il achève la saison en tenant le PSG en échec (1-1), mais il est sorti sur blessure avant la demi-heure de jeu.
Après une saison délicate, achevée en milieu de classement, les commandes de l'équipe première sont confiées à Jocelyn Gourvennec, qui renouvelle son effectif.

#### Stade rennais (2016-2018)
Le 23 juin 2016, Clément Chantôme s'engage avec le Stade rennais pour une durée de trois ans. Le joueur se blesse lors de son premier match sur la pelouse de Nice. Début septembre, alors qu'il doit revenir à la compétition, il est victime d'une luxation de l'épaule droite à l'entraînement et se trouve de nouveau indisponible et doit être opéré,. Cette blessure l'écarte durant le reste de l'année 2016, et le joueur fait son retour dans le groupe professionnel à la fin du mois de janvier 2017. 
Il fait son retour en Coupe de France contre le Paris Saint-Germain (défaite 0-4). Le 8 février il joue pour la première fois un match en intégralité sous le maillot rennais face à Angers. Durant la fin de saison, il ne parvient pas à s'imposer comme un titulaire régulier, étant d'ailleurs de nouveau victime d'une blessure contre Marseille le 18 février, avant d'être mis à l'écart par Christian Gourcuff. 
Au total, il aura disputé huit rencontres avec le Stade rennais sur l'ensemble de la saison 2016-2017.

#### Prêt au RC Lens

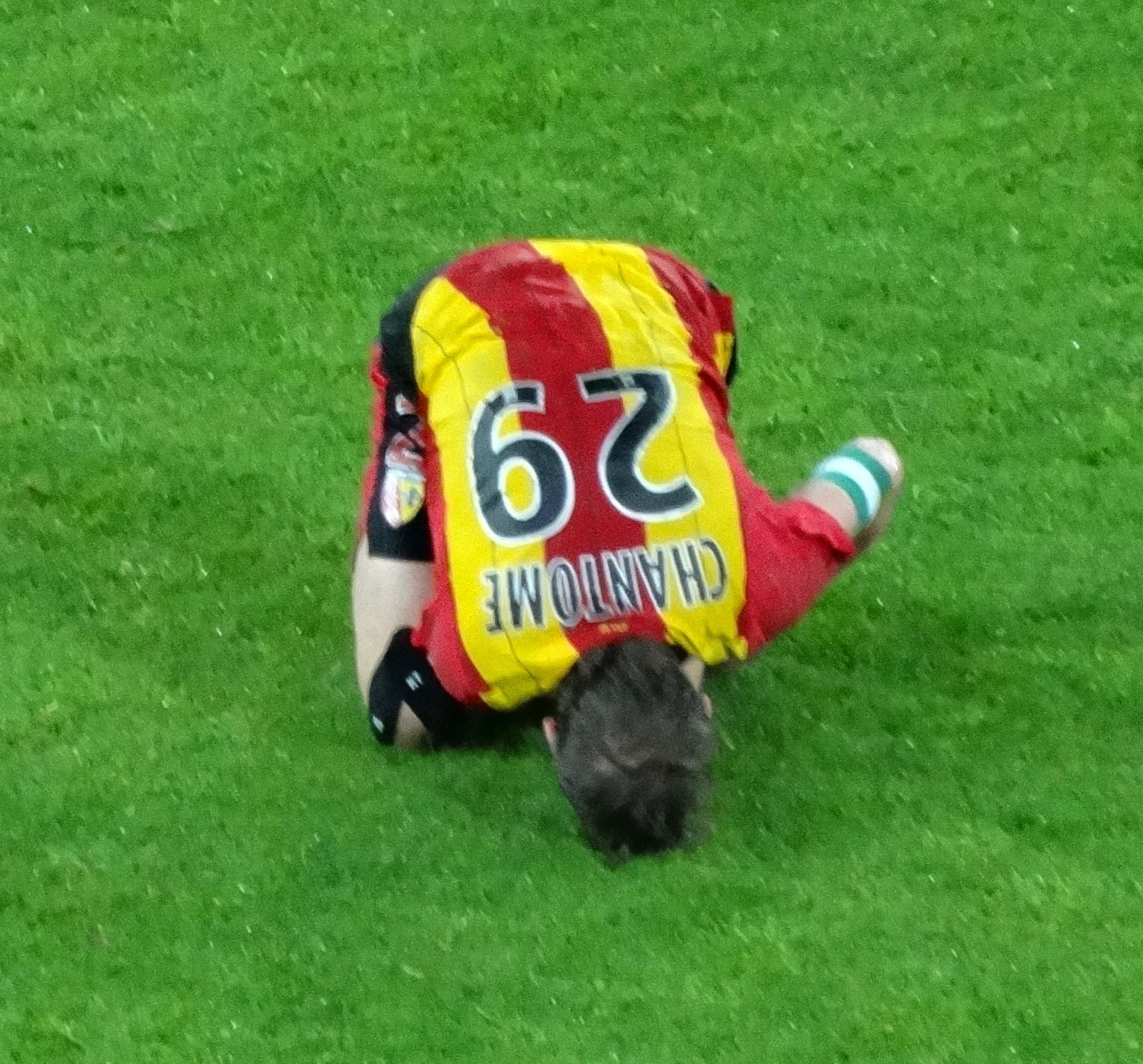
Victime d'un coup, avec Lens.

Durant la préparation estivale 2017 du Stade rennais, Christian Gourcuff met à l'écart huit joueurs jugés indésirables, dont Clément Chantôme. Pour se relancer, le joueur est prêté sans option d'achat au RC Lens, en Ligue 2, pour la saison 2017-2018. Il joue son premier match sous ses nouvelles couleurs en entrant en cours de jeu contre Lorient, lors du deuxième tour de la Coupe de la Ligue (défaite 3-2). En septembre 2017, alors que son club est en grandes difficultés, le joueur se blesse à l'entraînement. Entretemps, l'entraîneur Alain Casanova est remplacé par Éric Sikora.
Chantôme retrouve les terrains courant octobre 2017, alors que les résultats de son club commencent à s'améliorer. Le 19 février 2018, au bout du temps additionnel d'une rencontre « à couteaux tirés » contre Quevilly-Rouen, il offre la victoire à son équipe en marquant un but décisif, de la tête (victoire 1-2 face à un concurrent direct pour le maintien). Ayant la confiance de ses coéquipiers, il porte le brassard de capitaine. Le 2 mars 2018, il offre une passe décisive à Abdellah Zoubir, en déplacement à Ajaccio. Le 30 avril 2018, il dispute sa dernière rencontre pour les « Sang et Or », mais sort de Bollaert-Delelis sur une nouvelle blessure contre le Paris FC.
De retour au Stade rennais à l'été 2018, la nouvelle direction du club ne compte pas sur lui, et il résilie son engagement le 30 août 2018 et se trouve libre de s'engager avec le club de son choix.

#### Red Star
Le 7 septembre 2018, libre de tout engagement, Clément Chantôme rejoint le Red Star pour une durée de trois ans. Au cours de l'été, il avait également été approché par l'AEK Athènes et Malaga, mais préférait rester en région parisienne, suscitant d'ailleurs une approche d'un autre club francilien : le Paris FC. Il y retrouve notamment Nicolas Douchez, déjà côtoyé au PSG et à Lens. 
Au moment de sa signature, le joueur écarte tout problème physique, bien qu'il ait évoqué des soucis d'arthrose quelques mois plus tôt. Il consent également à une forte baisse par rapport à son salaire précédent. Le 14 septembre 2018, son entraineur Régis Brouard déclare que Chantôme ne jouera pas tout de suite et qu'il a encore besoin de trois semaines de préparation.
Il fait ses débuts sous ses nouvelles couleurs le 28 septembre 2018. Sur la pelouse du stade Pierre-Brisson, il ne peut empêcher la défaite des siens face à Grenoble (2-3). Fin octobre, à la suite des mauvais résultats du club (alors dix-neuvième de Ligue 2), l'entraîneur est remplacé par Faruk Hadžibegić. Malgré ce changement de technicien, Chantôme reste un titulaire à part entière. Le 2 novembre 2018, il est expulsé à Brest (1-1). Il l'est de nouveau le 5 janvier 2019 à Bauer, contre Caen lors des 32è de finale de la coupe de France (défaite 0-1). Il prend alors quatre matchs de suspension.
Le 26 mars 2019, alors que son équipe est dernière du championnat, le joueur est mis à pied après être sorti du terrain sans autorisation contre Clermont. Il est réintégré trois jours plus tard. À l'issue de la saison, le club est relégué en National 1, et le joueur évoque sa prochaine reconversion.

#### Monde amateur et fin de carrière
En septembre 2019, alors sans contrat professionnel et la probable intention d'arrêter sa carrière, il devient chroniqueur occasionnel dans l'émission L'Équipe du soir sur la chaîne L'Équipe. 
En janvier 2020, il décide de poursuivre dans la voie amateur et s'engage avec l'AS Poissy en National 2. 
Il prend part à son premier match le 24 janvier 2020  mais ne fera que des apparitions sporadiques lors des deux premières saisons avec respectivement 5 et 4 matchs de championnat à son actif.
En 2021/2022, alors qu'il fait une première partie de championnat prometteur avec un gros volume de jeu (12 matchs), il résilie son engagement en janvier 2022 avec le club afin de  rejoindre l'équipe de Chartres (National 2), entrainée par Jean-Pierre Papin dans le même groupe et tenter ainsi la montée.
En 2022, le club échoue dans son projet de montée en N1 et est rétrogradé en Régional 1 par la DNCG. Le joueur reste au club et aide l'équipe à obtenir une remonté immédiate en N3.

## Reconversion
Après une montée en N3 en 2024, Chantôme devient directeur sportif de Chartres .

### Équipe de France (2012)
Le 8 octobre 2012, à la suite du forfait de Lassana Diarra, il est appelé en équipe de France par le sélectionneur Didier Deschamps. Quatre jours plus tard, il connait sa première et unique sélection en entrant à la mi-temps de France-Japon. Il ne dispute que trente minutes et doit sortir après une blessure aux ischio-jambiers.

### Vie privée
Depuis fin 2013, Clément Chantôme est en couple avec Candice Pascal, principalement connue pour être l'une des danseuses professionnelles de Danse avec les stars,,. Sa compagne annonce leur séparation en avril 2022 dans une interview avec Jordan de Luxe.
À l'image de sa compagne, Clément Chantôme rejoint le petit écran à partir de novembre 2019, en devenant consultant pour L'Équipe TV.

## Caractéristiques techniques
Disposant d'un gros potentiel physique, il est également précieux tactiquement. Il fait beaucoup de courses vers l'avant, plonge dans le dos des défenses adverses et crée des brèches dont profitent ses coéquipiers. Sa qualité de passe est également intéressante. Son poste de prédilection est milieu offensif axial, même s'il est plus souvent utilisé en position de milieu relayeur, un poste où il met à profit ses qualités de relance et de transmission de balle. De son propre aveu, son modèle est Steven Gerrard, l'ancien capitaine de Liverpool.

## Statistiques

### Générales
| Saison                | Club                  | Championnat           | Championnat | Championnat | Coupe nationale | Coupe nationale | Coupe de la Ligue | Coupe de la Ligue | Supercoupe | Supercoupe | Compétition(s) continentale(s) | Compétition(s) continentale(s) | Compétition(s) continentale(s) | France | France | Total | Total |
| Saison                | Club                  | Division              | M.          | B.          | M.              | B.              | M.                | B.                | M.         | B.         | Comp.                          | M.                             | B.                             | M.     | B.     | M.    | B.    |
| 2006-2007             | Paris Saint-Germain   | Ligue 1               | 20          | 0           | 3               | 0               | 2                 | 0                 | 1          | 0          | C3                             | 7                              | 0                              | -      | -      | 33    | 0     |
| 2007-2008             | Paris Saint-Germain   | Ligue 1               | 28          | 0           | 5               | 1               | 3                 | 0                 | -          | -          | -                              | -                              | -                              | -      | -      | 36    | 1     |
| 2008-2009             | Paris Saint-Germain   | Ligue 1               | 21          | 0           | 2               | 0               | 3                 | 0                 | -          | -          | C3                             | 9                              | 1                              | -      | -      | 35    | 1     |
| 2009-2010             | Paris Saint-Germain   | Ligue 1               | 24          | 2           | 4               | 1               | 2                 | 0                 | -          | -          | -                              | -                              | -                              | -      | -      | 30    | 3     |
| 2010-2011             | Paris Saint-Germain   | Ligue 1               | 26          | 2           | 4               | 0               | 3                 | 0                 | -          | -          | C3                             | 11                             | 1                              | -      | -      | 44    | 3     |
| 2011-2012             | Paris Saint-Germain   | Ligue 1               | 15          | 0           | 2               | 0               | -                 | -                 | -          | -          | C3                             | 4                              | 0                              | -      | -      | 21    | 0     |
| 2012-2013             | Paris Saint-Germain   | Ligue 1               | 28          | 1           | 3               | 0               | 1                 | 0                 | -          | -          | C1                             | 6                              | 0                              | 1      | 0      | 39    | 1     |
| 2014-2015             | Paris Saint-Germain   | Ligue 1               | 6           | 0           | 1               | 1               | 1                 | 0                 | 1          | 0          | C1                             | 3                              | 0                              | -      | -      | 12    | 1     |
| Sous-total            | Sous-total            | Sous-total            | 168         | 5           | 24              | 3               | 15                | 0                 | 2          | 0          | -                              | 40                             | 2                              | 1      | 0      | 250   | 10    |
| 2013-2014             | Toulouse FC (prêt)    | Ligue 1               | 27          | 2           | -               | -               | 1                 | 0                 | -          | -          | -                              | -                              | -                              | -      | -      | 28    | 2     |
| 2014-2015             | Girondins de Bordeaux | Ligue 1               | 13          | 0           | -               | -               | -                 | -                 | -          | -          | -                              | -                              | -                              | -      | -      | 13    | 0     |
| 2015-2016             | Girondins de Bordeaux | Ligue 1               | 26          | 1           | 1               | 0               | 1                 | 1                 | -          | -          | C3                             | 7                              | 0                              | -      | -      | 35    | 2     |
| Sous-total            | Sous-total            | Sous-total            | 39          | 1           | 1               | 0               | 1                 | 1                 | -          | -          | -                              | 7                              | 0                              | -      | -      | 48    | 2     |
| 2016-2017             | Stade rennais FC      | Ligue 1               | 7           | 0           | 1               | 0               | -                 | -                 | -          | -          | -                              | -                              | -                              | -      | -      | 8     | 0     |
| 2017-2018             | RC Lens (prêt)        | Ligue 2               | 20          | 1           | 2               | 0               | 1                 | 0                 | -          | -          | -                              | -                              | -                              | -      | -      | 23    | 1     |
| 2018-2019             | Red Star              | Ligue 2               | 16          | 0           | 1               | 0               | -                 | -                 | -          | -          | -                              | -                              | -                              | -      | -      | 17    | 0     |
| 2019-2020             | AS Poissy             | National 2            | 5           | 0           | -               | -               | -                 | -                 | -          | -          | -                              | -                              | -                              | -      | -      | 5     | 0     |
| 2020-2021             | AS Poissy             | National 2            | 4           | 0           | -               | -               | -                 | -                 | -          | -          | -                              | -                              | -                              | -      | -      | 4     | 0     |
| 2021-2022             | AS Poissy             | National 2            | 12          | 0           | 2               | 0               | -                 | -                 | -          | -          | -                              | -                              | -                              | -      | -      | 14    | 0     |
| Sous-total            | Sous-total            | Sous-total            | 21          | 0           | 2               | 0               | -                 | -                 | -          | -          | -                              | -                              | -                              | -      | -      | 23    | 0     |
| 2021-2022             | C' Chartres Football  | National 2            | 14          | 0           | -               | -               | -                 | -                 | -          | -          | -                              | -                              | -                              | -      | -      | 14    | 0     |
| 2022-2023             | C' Chartres Football  | National 2            | 18          | 2           | -               | -               | -                 | -                 | -          | -          | -                              | -                              | -                              | -      | -      | 18    | 2     |
| Sous-total            | Sous-total            | Sous-total            | 32          | 2           | -               | -               | -                 | -                 | -          | -          | -                              | -                              | -                              | -      | -      | 32    | 2     |
| Total sur la carrière | Total sur la carrière | Total sur la carrière | 330         | 11          | 31              | 3               | 18                | 1                 | 2          | 0          | -                              | 47                             | 2                              | 1      | 0      | 429   | 17    |

### Matchs internationaux
| Matchs internationaux de Clément Chantôme | Matchs internationaux de Clément Chantôme | Matchs internationaux de Clément Chantôme | Matchs internationaux de Clément Chantôme | Matchs internationaux de Clément Chantôme | Matchs internationaux de Clément Chantôme | Matchs internationaux de Clément Chantôme                                                                |
| #                                         | Date                                      | Lieu                                      | Adversaire                                | Résultat                                  | Compétition                               | Notes |
| ----------------------------------------- | ----------------------------------------- | ----------------------------------------- | ----------------------------------------- | ----------------------------------------- | ----------------------------------------- | --- |
| 1                                         | 12 octobre 2012                           | Stade de France, Saint-Denis, France      | Japon                                     | D 0 - 1                                   | Match amical                              | Entre en jeu à la place de Blaise Matuidi à la 46e minute. Remplacé par Bafétimbi Gomis à la 75e minute. |

## Palmarès

### En club
Paris Saint-Germain
- Ligue 1
  - Champion (2) : 2013 et 2015
  - Vice-Champion (1) : 2012
- Coupe de France
  - Finaliste (2) : 2008 et 2011
- Coupe de la Ligue
  - Vainqueur (1) : 2008
- Trophée des champions
  - Vainqueur (1) : 2014
  - Finaliste (2) : 2006 et 2010

### Distinctions personnelles
- Trophée UNFP du meilleur joueur de Ligue 1 du mois de novembre 2010.